# SMS Geier (1895)
Корабль его величества «Гейер» (Гриф) — безбронный крейсер типа «Буссард», последний из шести кораблей построенных для Кайзерлихмарине. Корпус крейсера был заложен в 1893 году на Kaiserliche Werft Wilhelmshaven (имперской верфи Вильгельсхафена), спущен на воду в октябре 1894 года. Год спустя в октябре 1895 года крейсер введён в состав флота. Вооружение крейсера составляла главная батарея из восьми 105-мм орудий. Корабль развивал скорость 16,3 узла.
Большую часть службы «Гейер» провёл на иностранных базах, включая карибские и африканские. К началу первой мировой войны крейсер находился в Сингапуре, корабль вышел из порта и несколько месяцев крейсировал, избегая при этом кораблей союзников, ищущих германские рейдеры. Находясь в море, «Гейер» захватил одно британское грузовое судно, но не стал его топить. Нуждаясь в ремонте машин и дозаправке углём, «Гейер» в октябре 1914 года вошёл в порт Гонолулу (Гавайские острова), принадлежащий США, которые в то время придерживались нейтралитета, где и был интернирован. После вступления США в войну в апреле 1917 года ВМС США захватили крейсер, ввели его в состав флота под названием USS Schurz и приспособили его к конвойной службе. Крейсер был потоплен в ходе столкновения у побережья Северной Каролины. Корпус лежит на глубине в 35 м и является популярным местом для погружения аквалангистов.

## Описание

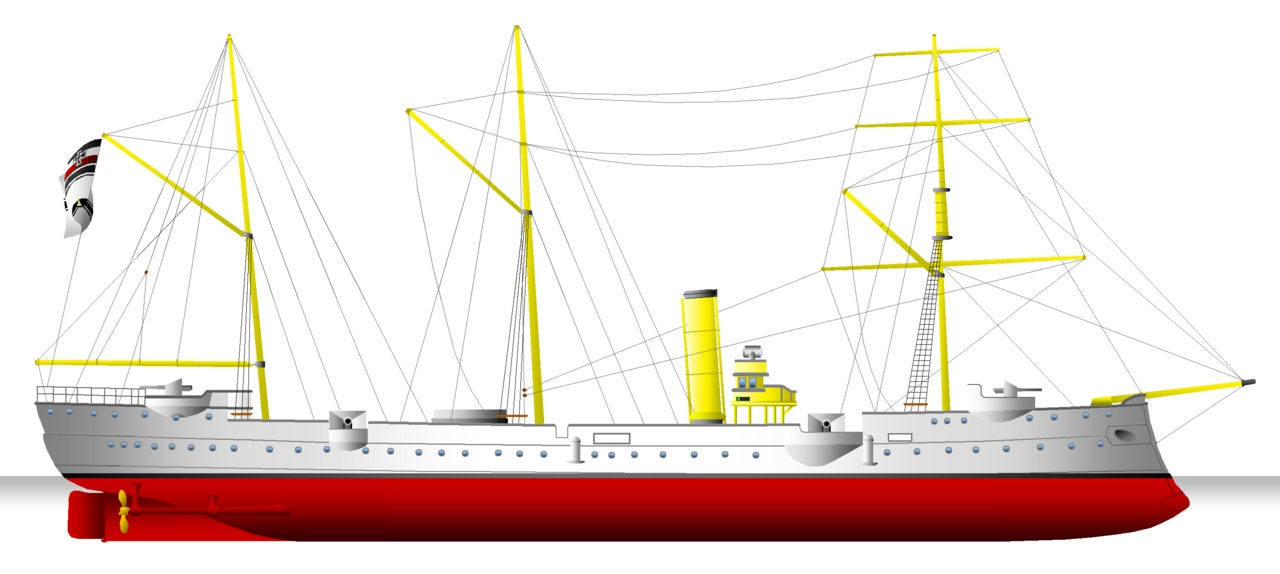
Изображение крейсера «Гейер» (SMS Geier)

Корпус крейсера был длиной в 83,9 м и 10,6 м шириной, осадка в 4,74 м, с полным водоизмещением 1918 т. Силовая установка состояла из двух горизонтальных трёхцилиндровых паровых машин проектной мощностью 2880 л. с. питаемых от четырёх цилиндрических угольных котлов. Крейсер развивал максимальную скорость в 16,3 узлов (29,9 км/ч) и мог пройти расстояние в 3610 км на скорости 9 узлов. Экипаж корабля состоял из 9 офицеров и 152 матросов.
Вооружение крейсера составляли восемь 105-мм скорострельных орудий SK L/35 на одиночных опорах, общий боезапас оставлял 800 выстрелов. Орудия били на 10 800 м. Два орудия были размещены рядом на носу, два на каждом борту и два на корме. На борту были также пять револьверных орудий и два 450-мм палубных торпедных аппарата с пятью торпедами.

## Служба

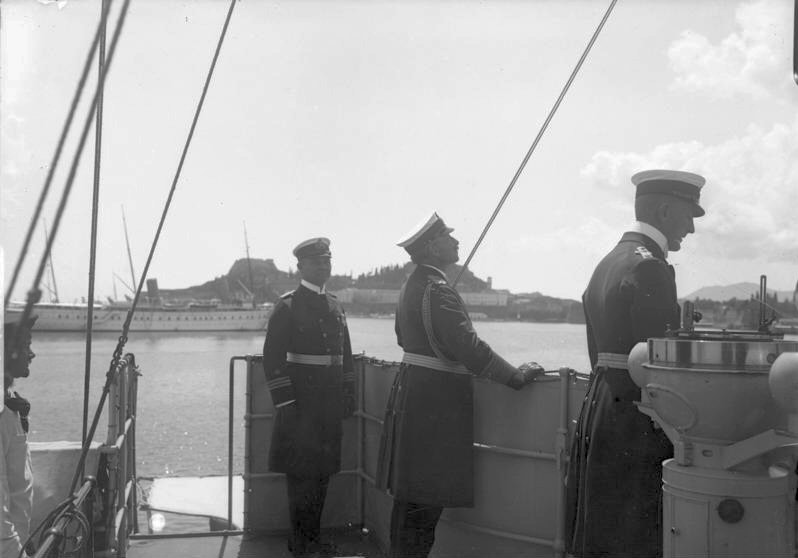
Кайзер Вильгельм II на борту «Гейера» в 1894.

«Гейер» был заказан по контракту «F», был заложен на имперской верфи Вильгельмсхафена в 1893, спущен на воду 18 октября 1894 года, после чего прошёл испытания, а 24 октября 1895 года вошёл в состав флота. С 1897 по 1905 год крейсер служил за рубежом, после чего вернулся в Германию. В ходе испано-американской войны «Гейер» находился в Карибском море. 16 июня 1898 года корабль был вызван в порт Сьенфуэгос на Кубе. Дважды корабль прорывался сквозь американскую блокаду порта Сантьяго-де-Куба: 22-29 июня и 1-4 августа. В 1911 году крейсер вновь был направлен в заморские владения Германии. Летом 1912 крейсер курсировал по восточному Средиземноморью, и находился в Египте, когда разразилась Вторая балканская война. «Гейер» оставался за рубежом до 1914 года.
С началом Первой мировой войны в августе 1914 года «Гейер» шёл из Танганьики в Циндао, чтобы присоединиться к Восточно-азиатской эскадре под командованием адмирала графа фон Шпее. «Гейер» должен был заменить на этой базе однотипный корабль «Корморан». «Гейер» находился в британском Сингапуре, когда до его команды дошли слухи о начале войны. «Гейер» и угольщик Bochum немедля покинули порт. 20 августа команда «Гейера» попыталась установить связь с крейсером «Эмден», который вышел из состава восточно-азиатской эскадры и действовал как коммерческий рейдер. Командир «Эмдена» проинформировал команду «Гейера» что будет ожидать «Гейер» у острова Ангаур, но «Гейеру» не удалось добраться вовремя до места встречи, «Эмден» уже ушёл. Тем не менее, на следующий день два корабля встретились в море. Угольщик Bochum всё ещё шёл вместе с «Гейером». Командир «Гейера» капитан-лейтенант Грассхоф поехал на катере на «Эмден» чтобы встретиться с капитаном. Затем «Эмден» пошёл к Малаккскому проливу а «Гейер» направился к острову Ангаур.
Оказавшись от других германских кораблей «Гейер» начал действовать против морской торговли Антанты, но добился лишь единичного успеха да и то частичного. В начале сентября у острова Кусаие (восточный остров группы Каролинских островов) крейсер захватил британское грузовое судно Southport и перед уходом вывел из строя его двигатели. Тем не менее, экипаж судна починил двигатели, увёл судно в Австралию и проинформировал власти о германском рейдере. «Гейер» крейсировал ещё месяц, но в середине октября уголь стал заканчиваться, возникла необходимость в ремонте. Крейсер отправился к нейтральной территории и 15 октября вошёл в Гонололу. Два японских корабля: линкор «Хидзэн» (бывший российский «Ретвизан») и броненосный крейсер «Асама» патрулировали область. Узнав о прибытии «Гейера» японские корабли встали в трёх милях, ожидая выхода немецкого рейдера в море. Тем не менее, 8 ноября власти США интернировали «Гейер».

### Служба под флагом США (USS Schurz)
6 апреля 1917 года США вступили в войну на стороне Антанты. Американский флот захватил «Гейер» и ввёл его в свой состав. 9 июня корабль был переименован в USS Schurz а 15 сентября 1917 года вошёл в состав американского флота под командованием коммандера Артура Гриншоу. 31 октября «Шурц» вышел из Пирл-Харбора и эскортировал дивизион подлодок № 3 в Сан-Диего. 12 ноября «Шурц» пришёл в Сан-Диего и оставался там вместе с подлодками K-3, K-4, K-7, и K-8 до начала декабря. В конце декабря конвой прошёл по Панамскому каналу и проследовал в Гондурас. 4 января 1918 года «Шурц» был освобождён от конвойной службы. Крейсер отвёз американского консула из Пуэрто-Кортеса в Омао и обратно, после чего направился в Ки-Уэст. Оттуда он пошёл в Новый Орлеан, а затем в Чарльстон (Южная Каролина), где зашёл в сухой док для периодического обслуживания.
Крейсер был приписан к американскому патрульному отряду и в конце апреля вышел из Чарльстона. Следующие два месяца «Шурц» нёс патрульную и конвойную службу, выполнял буксировки вдоль восточного побережья и по Карибскому морю. 19 июня он отправился из Нью-Йорка на Ки-Уэст. 21 июня в 04.44 к юго-западу от плавучего маяка Cape Lookout он столкнулся с торговым судном «Флорида». Грузовик врезался в правый борт крейсера и вогнул борт на 3 м. Один из моряков «Шурца» был убит на месте, двенадцать были ранены. Крейсер был оставлен командой и три час спустя затонул. 26 августа 1918 года корабль был вычеркнут из списка флота.

## Остов крейсера
Затонувший крейсер лежит на глубине в 35 м, расстояние от поверхности до верхней его части — 29 м. В 2000 году университет восточной Каролины провёл археологическое исследование крейсера. Остов крейсера находится под государственным иммунитетом, поэтому изъятие предметов оттуда незаконно.
В 2013 году журнал Scuba Diving поставил USS Schurz на вершину списка из десяти рэков Северной Каролины.